# Plac Mikołaja Kopernika (Opole)

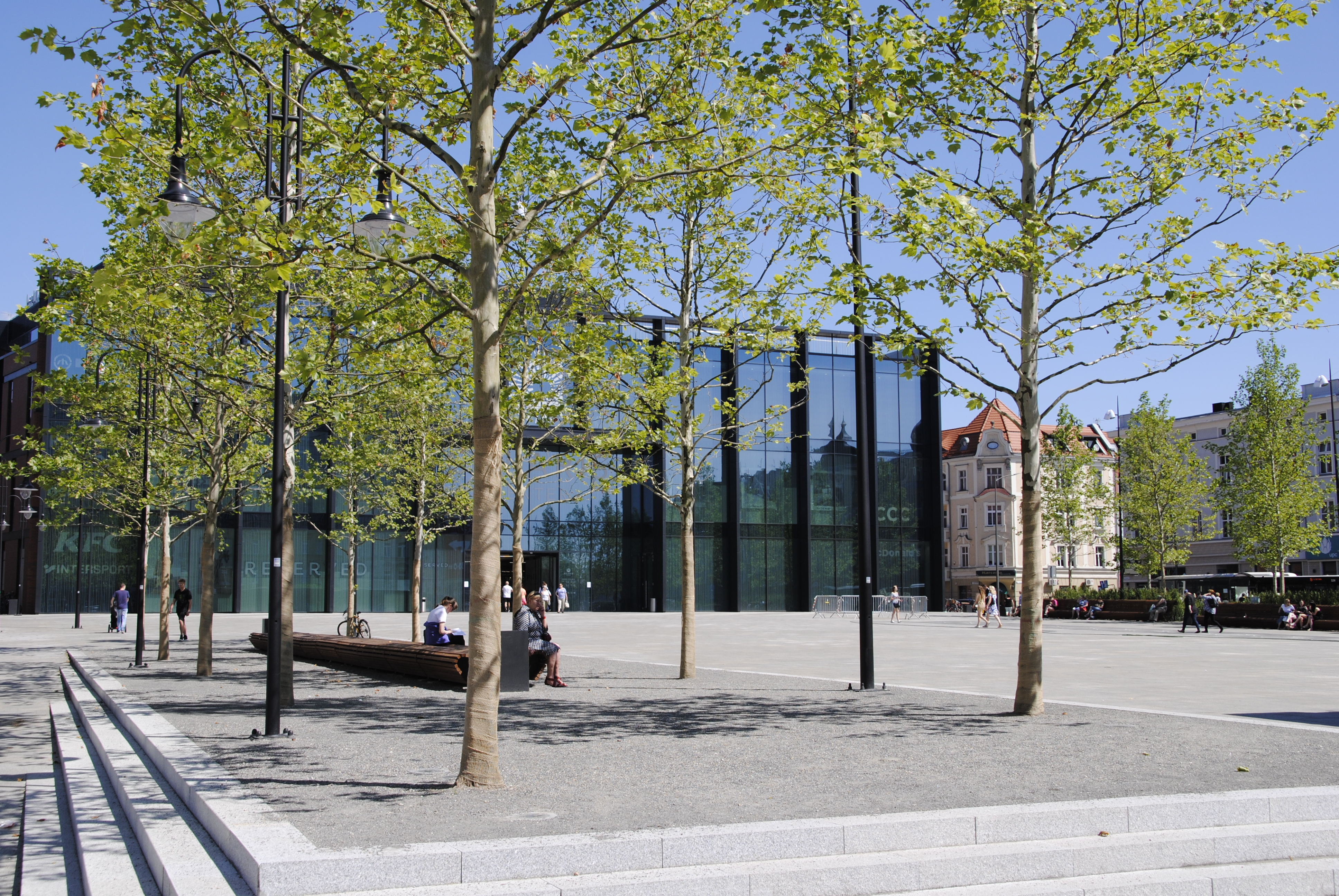
Plac Kopernika mit Solaris Center nach dem Umbau (2019)

Der Plac Mikołaja Kopernika (deutsch Nikolaus-Kopernikus-Platz) ist ein Platz im Zentrum der Stadt Opole (dt. Oppeln) in der Woiwodschaft Oppeln. Er ist benannt nach dem Astronomen Nikolaus Kopernikus (1473–1543).

## Geschichte

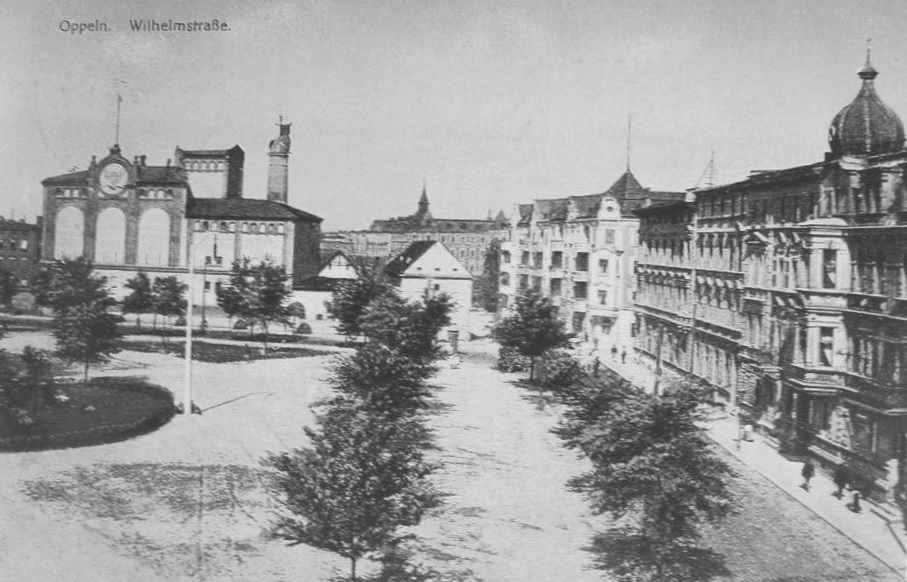
Platz um 1915 mit Brauerei

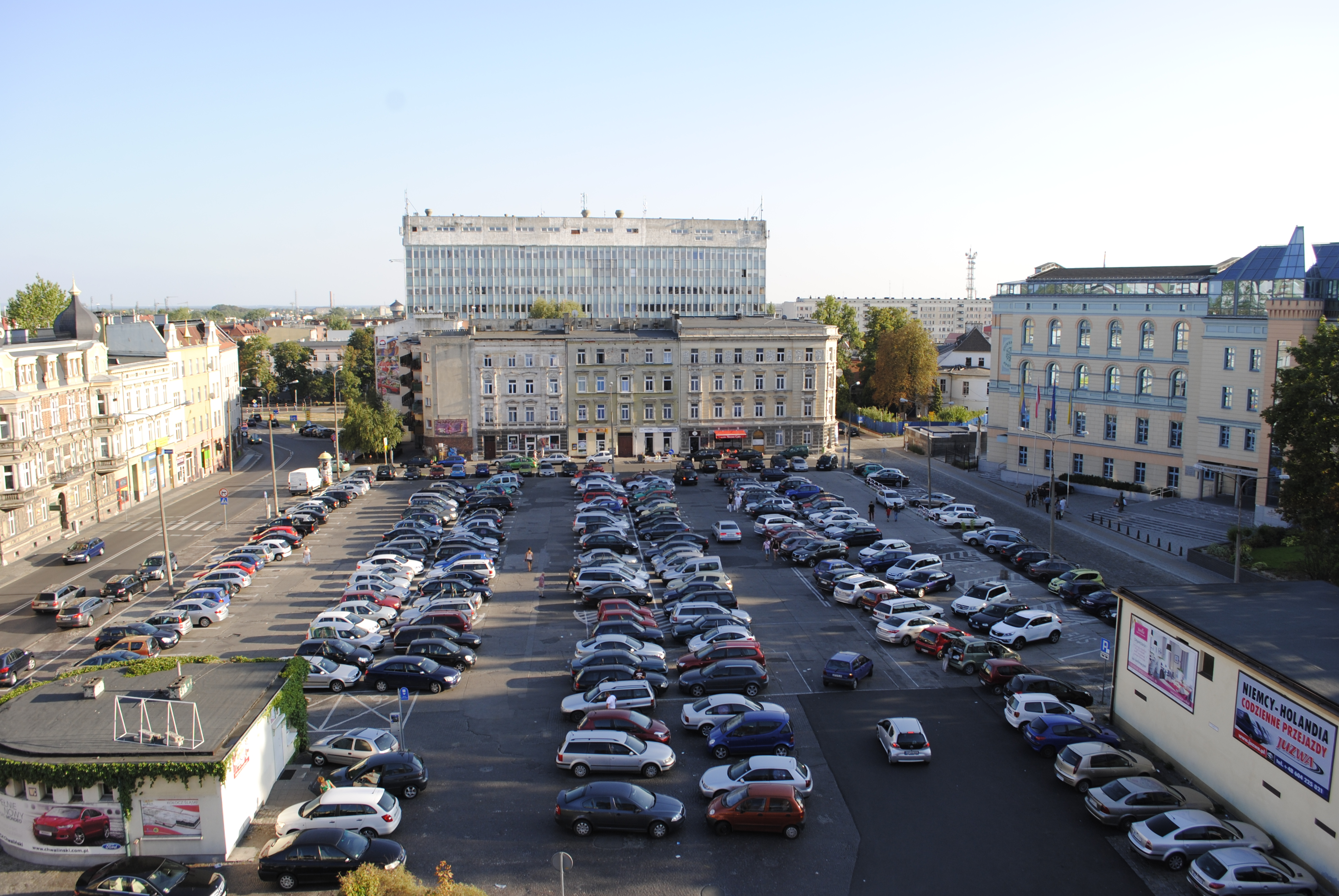
Plac Kopernika gesehen vom "Solaris Center" in Richtung Süden vor dem Umbau

### Vorgeschichte
Das Gebiet des Platzes liegt auf dem sogenannten „Kalkberg“, der früher außerhalb der Stadtmauern lag. An dieses Gebiet grenzten das ehemalige Schloss von Fürst Ladislaus II. von Oppeln, das sogenannte Obere Schloss, und das ehemalige Dominikanerkloster mit der Bergelkirche. Im Mittelalter soll hier versucht worden sein Wein anzubauen. Jedoch konnte dies bisher nicht bewiesen werden. Um das Ende des 18. Jahrhunderts, Anfang des 19. Jahrhunderts gab es im südlichen Teil des Platzes einen Steinbruch. Daran erinnern heute nur noch die Straßennamen: Kalkstraße (heute Ulica Piwna) und die Steinstraße (heute Ulica Kamienna).

### Entstehung und Entwicklung bis heute
Das 19. Jahrhundert brachte der Stadt eine Zeit der Entwicklung und des wirtschaftlichen Wachstums. Dadurch kam es auch zu einem räumlichen Wachstum. Nach der Beseitigung des Festungsanlagen und der Umwandlung des Klosters zu einem Krankenhaus kam es zu einer weitläufigen Bebauung auf dem heutigen Gebiet des Platzes. Am nördlichen Teil ließ sich die Brauerei Pringsheim nieder, die südlichen und östlichen Bereiche wurden durch Wohnhäuser bebaut. Zur gleichen Zeit wurde der Platz in Wilhelmsplatz umbenannt.
In den nächsten Jahrzehnten besaß der Platz selber keiner Zweckbestimmung. Erst in den Jahren zwischen den Weltkriegen wurde hier ein Markt angelegt. Kurze Zeit nach dem Krieg wurde der Markt ans Theater verschoben, bekam aber diese Funktion in den 1960er Jahren wieder zurück. Der Schwerpunkt bei diesem Markt lag beim Obst- und Gemüsehandel. Erst am Anfang des 21. Jahrhunderts wurde der Markt an die Ulica Reymonta verschoben.
Nachdem auch Oppeln 1945 unter polnische Verwaltung gestellt wurde, benannte man den Platz zunächst nach dem Marschall Stalin, später dann nach der Roten Armee. Die im Krieg schwer zerstörte Brauerei wurde in den 1970er Jahren abgerissen. Heute wird der Platz selber als Parkplatz für Pkws genutzt. Auf dem ehemaligen Gebiet der Brauerei steht heute das Einkaufscenter „Solaris Center“.
Zwischen 2018 und 2019 wurde der Platz komplett neu gestaltet. Die Parkplätze wurden in eine zweigeschossige Tiefgarage verlegt mit Zufahrt über die ul. Żeromskiego. Der Platz erhielt außerdem Bäume sowie eine ebenerdige Fontänenanlage an der Westseite des Platzes. Gleichzeitig wurde das Solaris Center in Richtung erweitert. Die offizielle Eröffnung des Platzes und des Centeranbaus fand am 21. Juni 2019 statt.